# Jonas Bjugg
Jonas Bjugg, född 1619 i Vårdsbergs socken, död 19 september 1664 i Kvillinge socken, var en svensk präst i Kvillinge församling.

## Biografi
Jonas Bjugg föddes 1619 i Vårdsbergs socken. Han var son till kyrkoherden Petrus Bjugg och Maria Kylander. Bjugg blev 7 oktober 1641 student vid Uppsala universitet och 19 februari 1652 magister. Han prästvigdes 1 juli samma år och blev konrektor i Söderköping. Bjugg blev 23 januari 1655 kyrkoherde i Kvillinge församling. Han avled 19 september 1664 i Kvillinge socken och begravdes i Kvillinge kyrka.

### Familj
Bjugg gifte sig 1655 med Anna Franc (död 1679). Hon var dotter till kyrkoherden Petrus Petri Franc och Margareta Scheder i Kvillinge socken. Efter Bjuggs död gifte Anna Franc om sig med kyrkoherden Magnus Duræus i Kvillinge socken.